# Фульгензія пустельна
Фульгензія пустельна (Fulgensia desertorum) — вид сумчастих лишайників родини Телосхістові (Teloschistaceae).

## Поширення
Вид поширений у посушливих, пустельних регіонах північної півкулі (Європа, Азія, Північна Америка). В Україні відомо єдине місцезнаходження у Криму поблизу мису Опук.

## Охорона
Занесена до Червоної книги України зі статусом «Зникаючий». Охороняється в Опуцькому природному заповіднику.